# The Million Dollar Hotel (bande originale)
Albums de U2
The Best of 1980-1990
(1998) Hasta la Vista Baby!
(2000)
Singles
1. The Ground Beneath Her Feet
Sortie : 8 février 2000

The Million Dollar Hotel: Music from the Motion Picture est la bande originale du film The Million Dollar Hotel du réalisateur allemand Wim Wenders. Elle est sortie le 13 mars 2000 sous le label Island Records . Produit principalement par l'Américain Hall Wilner, ce disque de 16 chansons aux styles musicaux divers, rassemble plusieurs artistes comme Bono (qui a aussi co-écrit le scénario du film avec Nicholas Klein), Daniel Lanois, Brian Eno, Brad Mehldau, Jon Hassell, Bill Frisell, Chris Spedding et l'actrice Milla Jovovich. L'unique single de cette BO est The Ground Beneath Her Feet, un morceau composé par U2 et écrit par Salman Rushdie, l'auteur des Versets Sataniques. Il se retrouvera en 2020 en douzième piste sur l'album All That You Can't Leave Behind lors de la remastérisation de ce dernier pour ses 20 ans.

## Contenu
Sorti le 13 mars 2000, cet album est conçu sur mesure pour le film de Wim Wenders.

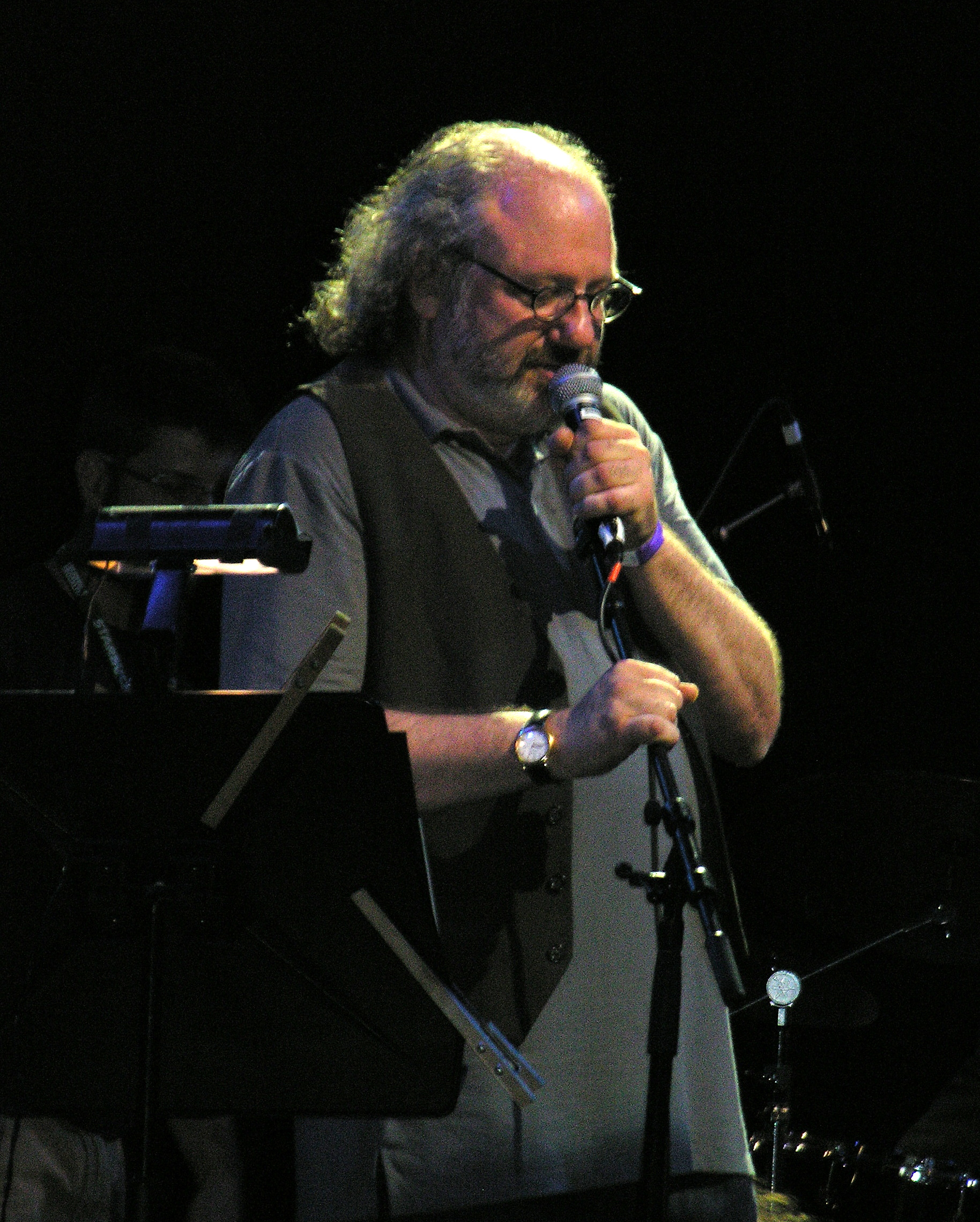
Hal Willner, producteur principal de la bande originale.

Bono a également participé à son scénario, et il est très présent sur de nombreux morceaux, comme Never Let Me Go, Falling at Your Feet ou Dancin' Shoes. Entouré aussi par les trois autres membres de U2, des producteurs Daniel Lanois, Brian Eno et Hal Wilner, la star irlandaise offre le meilleur de son art. Les ambiances variées de l'ensemble s'avèrent fort agréables.
The Ground Beneath Her Feet est la chanson la plus connue, écrite par Salman Rushdie et la musique composée par U2. Deux autres chansons de U2 sont présentes sur ce disque : The First Time issu de Zooropa et un nouveau titre Stateless. On trouve aussi les reprises de Satellite of Love de Lou Reed par l'actrice Milla Jovovich et d'Anarchy In The U.K des Sex Pistols par l'artiste Mexicain Tito Larriva. Enfin, on constate la participation sur cet album du pianiste Brad Mehldau, du trompettiste Jon Hassell et du guitariste Bill Frisell.
À noter que Island, la maison de disque de U2, n'a pas trop fait de publicité à cette bande originale de peur de faire de l'ombre au futur album du groupe, All That You Can't Leave Behind, paru en septembre de la même année.

## Pochette
L'image de couverture, de couleur bleue et violette, représente l'actrice Milla Jovovich courant sur les toits du Million Dollar Hotel. Les photos de la pochette et des pages intérieures ont été réalisées par Wim Wenders et sa femme Donata.

## Réception critique
Simon Triquet du magazine Les Inrockuptibles a apprécié la BO, comme on peut le lire : « Sûr qu'ils ont l'air potaches, les gugusses du Million Dollar Hotel Band, types plutôt sérieux que la fin de banquet a condamnés à tomber la veste et à empoigner les instruments. On y trouve ainsi, à différents postes, Bono, Daniel Lanois, Eno, Brad Mehldau, Jon Hassell, Bill Frisell, Chris Spedding, Hal Wilner (production), l'actrice Milla Jovovich (sur une reprise pâteuse de Lou Reed) ou même Salmonelle Rushdie (aux lyrics). Passé ce name-dropping suspect, on s'aperçoit pourtant assez vite que cette BO n'a rien d'un pince-fesse jet-set, chacun ayant heureusement oublié ses brillantes études pour se mettre sobrement au service de ces chansons sans esbroufe. Un ton humble et organique qui condamne Bono à chanter posément : plus proche du murmure que du mugissement, sa voix rappelle ici sa chaleur et sa splendeur. Un bon(o) signe, à quelques mois de la sortie du nouvel album de U2 ».

## Récompense
U2 reçoit le Freedom of the City of Dublin lors d'une cérémonie organisée au tout nouveau Smithfield's Square en mars 2000.

## Liste des titres
| 1.    | The Ground Beneath Her Feet           | Salman Rushdie (Paroles), U2 (musique)                                                | U2, Daniel Lanois                                                      | 3:43 |
| 2.    | Never Let Me Go                       | Bono, Nicholas Klein (paroles), Jon Hassell, Daniel Lanois, Bono, Brian Eno (musique) | Bono, The Million Dollar Hotel Band                                    | 5:35 |
| 3.    | Stateless                             | Bono (paroles), U2 (musique)                                                          | U2                                                                     | 4:05 |
| 4.    | Satellite of Love                     | Lou Reed                                                                              | Milla Jovovich, The Million Dollar Hotel Band                          | 4:11 |
| 5.    | Falling at Your Feet                  | Bono, Daniel Lanois                                                                   | Bono, Daniel Lanois                                                    | 4:54 |
| 6.    | Tom Tom's Dream                       | Jon Hassell                                                                           | The Million Dollar Hotel Band                                          | 1:52 |
| 7.    | The First Time                        | Bono (paroles), U2 (musique)                                                          | U2                                                                     | 3:43 |
| 8.    | Bathtub                               | Brian Eno, Bill Frisell, Jon Hassell                                                  | The Million Dollar Hotel Band                                          | 1:06 |
| 9.    | The First Time (Reprise)              | U2                                                                                    | Daniel Lanois, The Million Dollar Hotel Band                           | 2:05 |
| 10.   | Tom Tom's Room                        | Brad Mehldau, Daniel Lanois, Bill Frisell                                             | Brad Mehldau, Bill Frisell                                             | 2:24 |
| 11.   | Funny Face                            | Bill Frisell, Greg Cohen, Brian Eno, Adam Dorn, Brian Blade                           | The Million Dollar Hotel Band                                          | 0:32 |
| 12.   | Dancin' Shoes                         | Bono, Nicholas Klein (paroles), Daniel Lanois, Bono (musique)                         | Bono, The Million Dollar Hotel Band                                    | 2:06 |
| 13.   | Amsterdam Blue (Cortège)              | Jon Hassell                                                                           | Jon Hassell, Gregg Arreguin, Jamie Muhoberac, Peter Freeman            | 9:18 |
| 14.   | Satellite of Love (Reprise)           | Lou Reed                                                                              | The Million Dollar Hotel Band, Daniel Lanois, Bill Frisell, Greg Cohen | 1:06 |
| 15.   | Satellite of Love (Danny Saber Remix) | Lou Reed                                                                              | Milla Jovovich, Jon Hassell, Danny Saber                               | 5:13 |
| 16.   | Anarchy in the USA                    | Steve Jones, Johnny Rotten, Paul Thomas Cook, Glen Matlock                            | Tito Larriva, The Million Dollar Hotel Band                            | 3:37 |
| 55:43 |                                       |                                                                                       |                                                                        |      |

## Crédits

### U2
- Bono – chant, guitare, production sur 4
- The Edge – guitare, synthétiseur, chœurs, production sur 7
- Adam Clayton – basse et musicien additionnel sur Anarchy in the U.K.
- Larry Mullen Junior – batterie, percussion, tambourin sur Never let Me Go et musicien additionnel sur Anarchy in the U.K[8].

### TheMillion Dollar HotelBand
- Brian Blade – batterie, percussion
- Greg Cohen – basse
- Adam Dorn – rythmique, synthétiseur, programmation
- Brian Eno – synthétiseur, production sur les pistes 1–3, 7
- Bill Frisell – guitare
- Jon Hassell – trompette, production sur la piste 13
- Daniel Lanois – guitare, guitare pedal-steel, chant, production sur les pistes 1–3, 5, 9, 12

### Autres
- Gregg Arreguin
- Flood – production sur la piste 7
- Peter Freeman
- Milla Jovovich – chant sur la piste 15
- Tito Larriva – chant sur la piste 16
- Brad Mehldau – piano
- Jamie Muhoberac – synthétiseur
- Danny Saber – production sur la piste 15
- Hal Willner – production sur les pistes 4–6, 8–12, 14, 16